# Энде, Вальтер ван ден
Вальтер ван ден Энде (нидерл. Walther van den Ende, 29 июня 1947, Брюгге) — бельгийский кинооператор.

## Биография
Дебютировал как оператор в 1975. Снял около 60 фильмов. Работал с крупными бельгийскими и зарубежными режиссёрами.

## Избранная фильмография
- 1980 — Вуди Аллену из Европы с любовью (Андре Дельво)
- 1981 — Мёртвый Брюгге (Роланд Верхаверт)
- 1982 — Постель (Марион Хенсель)
- 1985 — Пыль (Марион Хенсель)
- 1985 — Вавилонская опера, или Репетиция моцартовского Дон Жуана (Андре Дельво)
- 1985 — Страсти по Бельгии (Хюго Клаус)
- 1987 — Брак в Галилее (Михель Хлеифи)
- 1987 —  Фальшь (братья Дарденн)
- 1987 — Дикие ночи (Марион Хенсель)
- 1988 — Моряки не плачут (Марк Дидден)
- 1989 — Учитель музыки (Жерар Корбьо)
- 1991 — Тото-герой (Жако Ван Дормаль, Европейская кинопремия за лучшую операторскую работу)
- 1994 — Фаринелли-кастрат (Жерар Корбьо)
- 1994 — Таксандрия (Рауль Серве)
- 1996 — День восьмой (Жако Ван Дормаль)
- 1998 — Оставленный багаж (Йерун Краббе)
- 1999 — Фламандский пёс (Кевин Броуди)
- 2001 — Ничья земля (Данис Танович; Бронзовая камера на МКФ имени братьев Манаки)
- 2004 — Зимняя жара (Стефан Вюйе)
- 2005 — Счастливого Рождества (Кристиан Карион)
- 2006 — Шорох песка (Марион Хенсель)
- 2008 — Метеоидиот (Нана Джорджадзе, премия А.Княжинского на российском КФ Киношок)
- 2009 — Прощальное дело (Кристиан Карион)
- 2010 — Цирк Коламбия (Данис Танович)

## Признание
Номинант и лауреат ряда национальных и международных премий.